# Гостролуцька сільська рада
| Гостролуцька сільська рада — колишній орган місцевого самоврядування у Баришівському районі Київської області з адміністративним центром у с. Гостролуччя. Історична дата утворення: в 1920 році. Водоймища на території, підпорядкованій даній раді: річка Трубіж. Сільській раді були підпорядковані населені пункти: - с. Гостролуччя |

## Склад ради
Рада складалася з 14 депутатів та голови.

### Керівний склад ради
| ПІБ                       | Основні відомості                                                         | Дата обрання | Дата звільнення |
| ------------------------- | ------------------------------------------------------------------------- | ------------ | --------------- |
| Галушко Василь Андрійович | Сільський голова, 1956 року народження, освіта, безпартійний              | 26.03.2006   | 31.10.2010      |
| Галушко Василь Андрійович | Сільський голова, 1956 року народження, освіта вища, член Партії регіонів | 31.10.2010   |                 |

Примітка: таблиця складена за даними джерела

## Населення
Згідно з переписом УРСР 1989 року чисельність наявного населення сільської ради становила 2389 осіб, з яких 1017 чоловіків та 1372 жінки.
За переписом населення України 2001 року в сільській раді мешкало 1075 осіб.

### Мова
Розподіл населення за рідною мовою за даними перепису 2001 року:
| Мова       | Відсоток |
| ---------- | -------- |
| українська | 99,26 %  |
| російська  | 0,74 %   |